# 長州にて候
「長州にて候」（ちょうしゅうにてそうろう）は、2015年（平成27年）2月25日に ビクターより発売された橋幸夫の179枚目のシングル（VICL-37017）である。CD（VICL-37017）とカセットテープ（VISL-37017）の2形式で発売された。

## 概要
- 楽曲は幕末の長州藩士高杉晋作をテーマとして、橋のデビュー55周年記念曲となっている。[2]
- 楽曲制作のねらいについて橋は、「歌を通して、色々な問題が出てきた日本という国をもう一回見直すヒントになってくれればいいなという気持ち」、「今は国を思うなんて言葉自体が死語のようになってしまっていますが、幕末には、命を懸けてでも日本を変えようとした人たちが大勢いた。.....なかでも高杉晋作という異色な男を歌にした」としている。[3]。
- 作詞は荒木とよひさ。荒木はこれまでも『面影渡り鳥』（VIDL-11015）『花火音頭』VICL-36196）など、ビクター復帰後の橋に詩を提供しており[4]、本作は9年振りの共演となる。荒木は2020年リリースの橋の60周年記念シングル『恋せよカトリーヌ』（VICL-37551）のカップリング曲「この世のおまけ」の作詞も行っている。
- 歴史上の実在人物を取り扱った橋の楽曲は、初期には『南海の美少年』（天草四郎）、中期では『京ごよみ』（沖田総司）、後期では『以蔵残月』（岡田以蔵）などいくつかあるが、このうち『以蔵残月』は本作同様、荒木が作詞を担当している。
- 作曲は橋自身である（勅使原煌のペンネーム）。橋は作曲にあたっては、「歌手とは違う別の立場」[5]なのでペンネームを使用するケースが多い。初期には風間史郎（橋主演映画の主人公の名前）を好んで使用したが、この頃は橋幸夫名義か勅使原煌を使用していた。
- 編曲は船村徹の長男で作曲家、編曲家の蔦将包で、橋とは初めての共演となる。
- c/w『松』は三保松原の羽衣伝説をテーマにした楽曲で、作詞は椎名透明、作・編曲は矢田部正。

## 収録曲
1. 長州にて候
作詞： 荒木とよひさ、作曲：勅使原煌、編曲：蔦将包
2. 松
作詞：椎名透明、作曲：矢田部正、編曲：矢田部正

## 収録アルバム
- アルバム未収録曲。
- CD-BOXでは
  - 芸能生活55周年記念BOX『橋幸夫ベスト100+カラオケ15』（2015年10月28日）VFD-10300/5 Disc1に収録